# Liste der denkmalgeschützten Objekte in Gars am Kamp
Die Liste der denkmalgeschützten Objekte in Gars enthält die 92 denkmalgeschützten, unbeweglichen Objekte der Marktgemeinde Gars am Kamp im niederösterreichischen Bezirk Horn.

## Denkmäler
| Foto |                 | Denkmal                                                                                   | Standort                                                      | Beschreibung | Metadaten |
| ---- | --------------- | ----------------------------------------------------------------------------------------- | ------------------------------------------------------------- | --- | --- |
| ja   | Datei hochladen | Schloss Buchberg samt Kapelle HERIS-ID: 33726 Objekt-ID: 31445                            | Buchberg 1 Standort KG: Buchberg                              | Das annähernd rechteckig gebaute Schloss Buchberg, auf ansteigendem Gelände in einer Windung des Kamptals gelegen, ging aus einer Burg des späten 12. Jahrhunderts hervor, die in der zweiten Hälfte des 16. Jahrhunderts umgebaut und Anfang des 17. Jahrhunderts unter Hans und Georg Kuefstein vereinheitlicht und zu einem Schloss umgewandelt wurde. Zu weiteren Umbauten kam es im späten 19. Jahrhundert durch den Architekten Ludwig Wächtler. | BDA-Hist.: Q37953597 Status: Bescheid Stand der BDA-Liste: 2025-06-30 Name: Schloss Buchberg samt Kapelle GstNr.: 1 Schloss Buchberg |
| ja   | Datei hochladen | Ortskapelle Etzmannsdorf HERIS-ID: 49674 Objekt-ID: 53652                                 | gegenüber Etzmannsdorf 10 Standort KG: Etzmannsdorf am Kamp   | Die schlichte Kapelle auf dem Dorfanger entstand Ende des 19. Jahrhunderts. Sie hat ein Satteldach, seitliche Strebepfeiler und einen dreiseitigen Schluss. Der Turm im Westen ist ab dem First achteckig mit spitzbogigen Schallfenstern und einem Giebelkranz ausgeführt. | BDA-Hist.: Q38035404 Status: § 2a Stand der BDA-Liste: 2025-06-30 Name: Ortskapelle Etzmannsdorf GstNr.: 47 Ortskapelle Etzmannsdorf am Kamp |
| ja   | Datei hochladen | Bürgerhaus HERIS-ID: 58059 Objekt-ID: 68499                                               | Apoigerstraße 89 Standort KG: Gars am Kamp                    | Das ein- bis zweigeschoßige Bürgerhaus des 16. Jahrhunderts hat Eckerker auf gewellten Kragsteinen, einen rundbogigen Kellereingang, an der Traufseite eine steinerne Außentreppe und eine fragmentierte Putzgliederung aus der zweiten Hälfte des 18. Jahrhunderts. Der Innenbereich verfügt über eine Balkendecke des 16. Jahrhunderts sowie über gewölbte Räume. | BDA-Hist.: Q38080250 Status: Bescheid Stand der BDA-Liste: 2025-06-30 Name: Bürgerhaus GstNr.: 28/1 |
| ja   | Datei hochladen | Bildstock Dickes Kreuz HERIS-ID: 58860 Objekt-ID: 69728 marterl.at: 11712                 | vor Apoigerstraße 128 Standort KG: Gars am Kamp               | Das Dicke Kreuz ist ein spätgotischer Nischenpfeiler von Anfang des 15. Jahrhunderts mit sechseckigem Schaft, darüber eine übergiebelte Spitzbogennische und Steinpyramide, urkundlich erwähnt 1558 als Weißes Kreuz. In den Nischen sind Fresken des Guten Hirten sowie der hll. Petrus, Paulus, Leopold, Gertrud und Maria Immaculata zu sehen. | BDA-Hist.: Q38085030 Status: Bescheid Stand der BDA-Liste: 2025-06-30 Name: Bildstock Dickes Kreuz GstNr.: 593/3 Dickes Kreuz, Gars am Kamp |
| ja   | Datei hochladen | Mariensäule HERIS-ID: 60794 Objekt-ID: 73173                                              | bei Apoigerstraße 281 Standort KG: Gars am Kamp               | Diese Mariensäule an der Apoigerstraße ist mit 1807 bezeichnet. | BDA-Hist.: Q38093093 Status: § 2a Stand der BDA-Liste: 2025-06-30 Name: Mariensäule GstNr.: 817 |
| ja   | Datei hochladen | Pest-/Dreifaltigkeitssäule HERIS-ID: 58862 Objekt-ID: 69730 marterl.at: 11687             | gegenüber Dreifaltigkeitsplatz 53 Standort KG: Gars am Kamp   | Die von einer Steinbalustrade umgebene Säule entstand 1765. Die Säule trägt auf einem korinthischen Kapitell einen Gnadenstuhl; sie ist flankiert von Statuen der hl. Joseph und Maria. | BDA-Hist.: Q38085059 Status: § 2a Stand der BDA-Liste: 2025-06-30 Name: Pest-/Dreifaltigkeitssäule GstNr.: 795/30 Dreifaltigkeitssäule Gars am Kamp |
| ja   | Datei hochladen | Bürgerhaus HERIS-ID: 58861 Objekt-ID: 69729                                               | Dreifaltigkeitsplatz 50 Standort KG: Gars am Kamp             | Das zweigeschoßige Gebäude stammt im Kern aus dem 16./17. Jahrhundert, die Plattenstilfassade aus dem 18. Jahrhundert. Eine Rundbogennische in der Fassade beherbergt eine Madonnenstatue aus der Zeit um 1700. | BDA-Hist.: Q38085039 Status: Bescheid Stand der BDA-Liste: 2025-06-30 Name: Bürgerhaus GstNr.: 132 |
| ja   | Datei hochladen | Bürgerhaus HERIS-ID: 60637 Objekt-ID: 72956                                               | Dreifaltigkeitsplatz 51 Standort KG: Gars am Kamp             | Das Gebäude mit der geknickten Front entstand Anfang des 19. Jahrhunderts. Die Fassade zeigt frühhistoristischen Putzdekor mit einem Blendbogenfries. | BDA-Hist.: Q38092594 Status: Bescheid Stand der BDA-Liste: 2025-06-30 Name: Bürgerhaus GstNr.: 134 |
| ja   | Datei hochladen | Bürgerhaus HERIS-ID: 45998 Objekt-ID: 47602                                               | Dreifaltigkeitsplatz 53 Standort KG: Gars am Kamp             | Das Bürgerhaus am Dreifaltigkeitsplatz 53 wurde 1957 erbaut. | BDA-Hist.: Q38018566 Status: Bescheid Stand der BDA-Liste: 2025-06-30 Name: Bürgerhaus GstNr.: 90/2, 90/1 |
| ja   | Datei hochladen | Bürgerhaus HERIS-ID: 45999 Objekt-ID: 47603                                               | Dreifaltigkeitsplatz 54 Standort KG: Gars am Kamp             | Das ehemalige Baderhaus enthält eine Badestube aus dem 16. Jahrhundert. | BDA-Hist.: Q38018575 Status: Bescheid Stand der BDA-Liste: 2025-06-30 Name: Bürgerhaus GstNr.: 92/6 Dreifaltigkeitsplatz 54, Gars am Kamp |
| ja   | Datei hochladen | Wohn- und Geschäftshaus HERIS-ID: 46001 Objekt-ID: 47605                                  | Dreifaltigkeitsplatz 55 Standort KG: Gars am Kamp             | An der Ecke des 1910 errichteten zweigeschoßigen Gasthofs erhebt sich ein überhöhter Eckpavillon mit Erker; die Fassade ist mit secessionistischem Putzdekor gestaltet. | BDA-Hist.: Q38018593 Status: Bescheid Stand der BDA-Liste: 2025-06-30 Name: Wohn- und Geschäftshaus GstNr.: 125 Zum goldenen Adler (Dreifaltigkeitsplatz 55), Gars am Kamp |
| ja   | Datei hochladen | Bürgerhaus HERIS-ID: 46002 Objekt-ID: 47606                                               | Dreifaltigkeitsplatz 130 Standort KG: Gars am Kamp            | | BDA-Hist.: Q38018600 Status: Bescheid Stand der BDA-Liste: 2025-06-30 Name: Bürgerhaus GstNr.: 94/1 |
| ja   | Datei hochladen | Wohn- und Geschäftshaus HERIS-ID: 46003 Objekt-ID: 47607                                  | Dreifaltigkeitsplatz 164 Standort KG: Gars am Kamp            | | BDA-Hist.: Q38018611 Status: Bescheid Stand der BDA-Liste: 2025-06-30 Name: Wohn- und Geschäftshaus GstNr.: 122/3 |
| ja   | Datei hochladen | Bürgerhaus HERIS-ID: 46005 Objekt-ID: 47609                                               | Dreifaltigkeitsplatz 259 Standort KG: Gars am Kamp            | | BDA-Hist.: Q38018630 Status: Bescheid Stand der BDA-Liste: 2025-06-30 Name: Bürgerhaus GstNr.: 91/2, 92/4 |
| ja   | Datei hochladen | Kath. Pfarrkirche hll. Simon und Thaddäus HERIS-ID: 46026 Objekt-ID: 47631                | Hauptplatz 1 Standort KG: Gars am Kamp                        | Nach Bränden 1620 und 1724 wurde die Kirche von 1724 bis 1727 unter Verwendung älterer Teile und des Chores von 1593 und 1623 als barocke Saalkirche neu errichtet. Der dreigeschoßige Turm mit rundbogigen Schallfenstern, Uhrengiebeln und Zwiebelhelm ist in die westliche Giebelwand eingezogen und umfasst das Hauptportal. | BDA-Hist.: Q38018877 Status: Bescheid Stand der BDA-Liste: 2025-06-30 Name: Kath. Pfarrkirche hll. Simon und Thaddäus GstNr.: 1 Pfarrkirche hll. Simon und Thaddäus, Gars am Kamp |
| ja   | Datei hochladen | Pfarrhof HERIS-ID: 46028 Objekt-ID: 47633                                                 | Hauptplatz 2 Standort KG: Gars am Kamp                        | Der zweigeschoßige hakenförmige Pfarrhof wurde 1595 errichtet. Der Nordteil ist an die Kirche angebaut; markant sind das aus der Mitte gerückte Portal und der runde Erker an der Ecke. An der Hoffassade befindet sich eine gemalte Sonnenuhr vom Ende des 16. Jahrhunderts. | BDA-Hist.: Q38018891 Status: Bescheid Stand der BDA-Liste: 2025-06-30 Name: Pfarrhof GstNr.: 2 Pfarrhof, Gars am Kamp |
| ja   | Datei hochladen | Wohnhaus HERIS-ID: 45987 Objekt-ID: 47587                                                 | Hauptplatz 3 Standort KG: Gars am Kamp                        | Das zweigeschoßige Wohnhaus hat einen polygonalen Erker mit Kegeldach, Eckgiebel mit gekuppelten Rundbogenfenstern und ein mit 1900 bezeichnetes Portal mit bekrönendem Dreieckgiebel. | BDA-Hist.: Q38018448 Status: Bescheid Stand der BDA-Liste: 2025-06-30 Name: Wohnhaus GstNr.: 206 |
| ja   | Datei hochladen | Bürgerhaus HERIS-ID: 33900 Objekt-ID: 31686                                               | Hauptplatz 4 Standort KG: Gars am Kamp                        | Das Obergeschoß des so genannten ehemaligen Tauchnerhauses aus dem 16. Jahrhundert kragt auf fünf Segmentbögen und geschwungenen Kragsteinen gegenüber dem Untergeschoß vor. In der unteren Mittelachse zeigt ein Wandbild vermutlich vom Ende des 16. Jahrhunderts die Schlachtung eines Rindes. Die mehrfach profilierten Steingewändefenster haben gerade Verdachungen und gekehlte Sohlbänke. | BDA-Hist.: Q37954784 Status: Bescheid Stand der BDA-Liste: 2025-06-30 Name: Bürgerhaus GstNr.: 207/2 |
| ja   | Datei hochladen | Brunnen hl. Johannes Nepomuk HERIS-ID: 60792 Objekt-ID: 73171                             | vor Hauptplatz 4 Standort KG: Gars am Kamp                    | Die 1862 aus Gusseisen geschaffene Figur wurde anstelle einer barocken Statue aufgestellt. | BDA-Hist.: Q38093082 Status: § 2a Stand der BDA-Liste: 2025-06-30 Name: Brunnen hl. Johannes Nepomuk GstNr.: 795/45 Brunnen hl. Johannes Nepomuk, Gars am Kamp |
| ja   | Datei hochladen | Apotheke zur hl. Gertrud HERIS-ID: 45990 Objekt-ID: 47592                                 | Hauptplatz 5 Standort KG: Gars am Kamp                        | Das im Kern aus dem 16. Jahrhundert stammende Gebäude zeigt im Obergeschoß als Fassadendekor gerautete Parapetfelder und spitzgiebelige Fensterverdachungen aus dem dritten Viertel des 19. Jahrhunderts. In einer Nische steht eine Figur der heiligen Gertrud. | BDA-Hist.: Q38018477 Status: Bescheid Stand der BDA-Liste: 2025-06-30 Name: Apotheke zur hl. Gertrud GstNr.: 204/1 |
| ja   | Datei hochladen | Wohn- und Geschäftshaus HERIS-ID: 46008 Objekt-ID: 47612                                  | Hauptplatz 6 Standort KG: Gars am Kamp                        | | BDA-Hist.: Q38018667 Status: Bescheid Stand der BDA-Liste: 2025-06-30 Name: Wohn- und Geschäftshaus GstNr.: 203 |
| ja   | Datei hochladen | Wohn- und Geschäftshaus, Handelshaus HERIS-ID: 45992 Objekt-ID: 47594                     | Hauptplatz 7 Standort KG: Gars am Kamp                        | Das zwei- bis dreigeschoßige Gebäude mit gestaffelter Front stammt im Kern aus dem 16. Jahrhundert; 1887 wurde es mit dem Haus Hauptplatz 8 zusammengelegt und um ein Geschoß aufgestockt. Das Obergeschoß ruht zum Teil auf einem geschwungenen Kragstein und einem Segmentbogen. Die Fassade zeigt teilweise Lisenengliederung vom Ende des 18. Jahrhunderts, im Obergeschoß teilweise früh- und späthistoristische Umrahmungen. | BDA-Hist.: Q38018497 Status: Bescheid Stand der BDA-Liste: 2025-06-30 Name: Wohn- und Geschäftshaus, Handelshaus GstNr.: 201 |
| ja   | Datei hochladen | Wohn- und Geschäftshaus HERIS-ID: 45993 Objekt-ID: 47595                                  | Hauptplatz 57 Standort KG: Gars am Kamp                       | Das zweigeschoßige Wohn- und Geschäftshaus aus dem dritten Viertel des 19. Jahrhunderts zeigt eine Eckquaderung sowie Fenster mit segmentbogigen und geraden Verdachungen. | BDA-Hist.: Q38018505 Status: Bescheid Stand der BDA-Liste: 2025-06-30 Name: Wohn- und Geschäftshaus GstNr.: 120 |
| ja   | Datei hochladen | Hotel HERIS-ID: 45994 Objekt-ID: 47596                                                    | Hauptplatz 58 Standort KG: Gars am Kamp                       | Der dreigeschoßige repräsentative Bau wurde 1913/14 errichtet. Die Fassade ist durch vieleckige Erker rhythmisiert, der Mittelrisalit wird durch einen Dreiecksgiebel abgeschlossen. Der Stuckdekor am halbrunden zweigeschoßigen Anbau an der Südostecke zeigt Weinlaub und Bacchanten. | BDA-Hist.: Q38018516 Status: Bescheid Stand der BDA-Liste: 2025-06-30 Name: Hotel GstNr.: 119 Hotel Kamptaler Hof, Gars am Kamp |
| ja   | Datei hochladen | Rathaus HERIS-ID: 46030 Objekt-ID: 47635                                                  | Hauptplatz 82 Standort KG: Gars am Kamp                       | Der zweigeschoßige kubische Bau entstand 1593–1603 unter Matthias Teufel. Im Obergeschoß sitzen profilierte Steingewändefenster mit gekehlten Sohlbänken und geraden Verdachungen aus der Erbauungszeit. Die Fassade ist mit Eckputzquaderung und Putzquadergesims gestaltet. Ein Balkon im Obergeschoß mit einfachem Gitter stammt vom Anfang des 19. Jahrhunderts; oberhalb davon sitzt auf dem Dach ein einfaches Glockentürmchen. | BDA-Hist.: Q38018912 Status: Bescheid Stand der BDA-Liste: 2025-06-30 Name: Rathaus GstNr.: 41/1 Rathaus Gars am Kamp |
| ja   | Datei hochladen | Museum/Ausstellungsbau, Bürgerhaus HERIS-ID: 46032 Objekt-ID: 47637                       | Hauptplatz 83 Standort KG: Gars am Kamp                       | Das ehemalige Volksschulgebäude beherbergt seit 1979 eine Dokumentation der Kamptalarchäologie. Der zweigeschoßige Bau hat ein Walmdach sowie eine erneuerte Putzgliederung. | BDA-Hist.: Q38018929 Status: Bescheid Stand der BDA-Liste: 2025-06-30 Name: Museum/Ausstellungsbau, Bürgerhaus GstNr.: 40/1 |
| ja   | Datei hochladen | Bürgerhaus, ehem. sog. Rathauskeller HERIS-ID: 33901 Objekt-ID: 31687                     | Hauptplatz 86 Standort KG: Gars am Kamp                       | Der zweigeschoßige ehemalige Rathauskeller stammt vom Ende des 15./Anfang des 16. Jahrhunderts. Er ist gekennzeichnet durch Walmdach, Lisenengliederung sowie ein seitliches Rundbogenportal; darüber sind in einer Wandschräge Gewände eines ehemaligen Spionfensters erhalten. In einer um 1662 entstandenen Rundbogennische befindet sich ein Relief, das die Krönung Mariens darstellt. | BDA-Hist.: Q37954796 Status: Bescheid Stand der BDA-Liste: 2025-06-30 Name: Bürgerhaus, ehem. sog. Rathauskeller GstNr.: 36 Rathauskeller Gars am Kamp |
| ja   | Datei hochladen | Wohn- und Geschäftshaus HERIS-ID: 45996 Objekt-ID: 47598                                  | Hauptplatz 92 Standort KG: Gars am Kamp                       | Das Wohn- und Geschäftshaus am Hauptplatz 92 hat eine ursprünglich spätbarocke, stark erneuerte Fassade mit geschwungenen Giebeln. | BDA-Hist.: Q38018537 Status: Bescheid Stand der BDA-Liste: 2025-06-30 Name: Wohn- und Geschäftshaus GstNr.: 19/1 |
| ja   | Datei hochladen | Wohnhaus HERIS-ID: 45995 Objekt-ID: 47597                                                 | Hauptplatz 199 Standort KG: Gars am Kamp                      | | BDA-Hist.: Q38018527 Status: Bescheid Stand der BDA-Liste: 2025-06-30 Name: Wohnhaus GstNr.: 22/2 |
| ja   | Datei hochladen | Flur-/Wegkapelle HERIS-ID: 60791 Objekt-ID: 73170                                         | bei Hornerstraße 152 Standort KG: Gars am Kamp                | Der Kapellenbildstock gegenüber Hornerstraße 152 hat ein Satteldach, seitliche Pilaster, ein profiliertes Gesims, im Giebelfeld ein Putzmedaillon, eine Segmentbogenöffnung und darin ein hölzernes Kruzifix aus dem 18. Jahrhundert. | BDA-Hist.: Q38093069 Status: § 2a Stand der BDA-Liste: 2025-06-30 Name: Flur-/Wegkapelle GstNr.: 1020/2 Hochstögerkapelle, Gars am Kamp |
| ja   | Datei hochladen | Bildstock Manigfallerkreuz HERIS-ID: 60790 Objekt-ID: 73169 marterl.at: 11968             | gegenüber Hornerstraße 205 Standort KG: Gars am Kamp          | Das Manigfallerkreuz ist ein Bildstock mit einem auf einer toskanischen Säule ruhenden Tabernakel mit Reliefs (Kruzifix, hll. Florian und Georg) und einem Steinkreuz. Die Bezeichnung am Denkmal verweist vermutlich auf das Jahr 1598. | BDA-Hist.: Q38093055 Status: § 2a Stand der BDA-Liste: 2025-06-30 Name: Bildstock Manigfallerkreuz GstNr.: 921 |
| ja   | Datei hochladen | Zeitbrücke-Museum, Heimatmuseum HERIS-ID: 60784 Objekt-ID: 73163                          | Kollergasse 155 Standort KG: Gars am Kamp                     | Der zweigeschoßige Eckbau an der Kollergasse/Ecke Hornerstraße stammt im Kern aus dem 18. Jahrhundert. Er wurde ab 1794 als Schule genutzt. Ende des 19. Jahrhunderts wurde das Gebäude erweitert und mit einer späthistoristischen Fassade versehen. Es beherbergt heute ein Heimatmuseum, das auch eine naturkundliche Sammlung beinhaltet. | BDA-Hist.: Q2809471 Status: § 2a Stand der BDA-Liste: 2025-06-30 Name: Heimatmuseum GstNr.: 44/1 Zeitbrücke-Museum |
| ja   | Datei hochladen | Villa Sophienheim (Wohnhaus mit Veranda und Einfriedung) HERIS-ID: 40651 Objekt-ID: 40641 | Kremserstraße 41 Standort KG: Gars am Kamp                    | Die Villa Sophienheim ist die ehemalige Sommerfrische-Villa des Komponisten Franz von Suppè. Sie wurde von ihm 1878 unter Einbeziehung eines umgestalteten Bauernhauses erbaut. Die langgestreckte, einseitig geknickte Front zeigt in der Mittelachse in einem Segmentbogenportal eine kassettierte Doppelflügeltür, darüber einen Rundbogenaufsatz mit seitlichen Musenfiguren aus Terrakotta. Die Fassade ist durch Pilaster (in der Parapetzone durch plastische Diamantquader) gegliedert und verfügt über Zierzinnen. Seitlich ist ein hölzernes Salettl angebaut. Als Nebengebäude ist ein Holzgartenhäuschen zu sehen. Die Villa beherbergt heute eine Suppé-Gedenkstätte. | BDA-Hist.: Q37995566 Status: Bescheid Stand der BDA-Liste: 2025-06-30 Name: Villa Sophienheim (Wohnhaus mit Veranda und Einfriedung) GstNr.: 274, 272/2 Gars Villa Sophienheim |
| ja   | Datei hochladen | Bürgerhaus HERIS-ID: 46007 Objekt-ID: 47611                                               | Marktgasse 56 Standort KG: Gars am Kamp                       | Die ehemalige Bäckerei aus dem 16. Jahrhundert ist ein ein- bis zweigeschoßiges Gebäude mit gestaffelter Front. Das vorspringende Obergeschoß ruht auf geschwungenen Kragsteinen (der mittlere in Form eines Löwenkopfes) und Rundbögen. | BDA-Hist.: Q38018656 Status: Bescheid Stand der BDA-Liste: 2025-06-30 Name: Bürgerhaus GstNr.: 122/1 |
| ja   | Datei hochladen | Mantlermühle, ehem. Marktmühle HERIS-ID: 46024 Objekt-ID: 47629                           | Mühlgasse 62 Standort KG: Gars am Kamp                        | Die ehemalige Marktmühle, ursprünglich zur Burg gehörig, ist ein zweigeschoßiger hakenförmiger Renaissancebau mit geschweiftem Steilgiebel. Außen ist eine mit Rollwerkrahmen und Löwen ausgeführte Wappentafel mit der Inschrift Christoff Zachmann 1575 angebracht. Weitere Inschriften sind 1783 I. K. und W. H., 1896. Die Mühle ist durch einen Torbogen von Ende des 18. Jahrhunderts und eine tonnengewölbte Einfahrt zugänglich. Im Inneren gibt es Räume mit Stichkappentonnengewölben aus dem 16. Jahrhundert. Das Obergeschoß verfügt über Zimmer mit Spiegelgewölben, einen Saal mit reichen Stuckbändern und -graten, gemalte Spruchbänder, einen Raum mit einer Flachdecke über Gesims und bemalte Stuckmedaillons, wovon eines mit einem Doppeladler ausgeführt ist. | BDA-Hist.: Q38018844 Status: Bescheid Stand der BDA-Liste: 2025-06-30 Name: Mantlermühle, ehem. Marktmühle GstNr.: 82/2 Gars Mantlermühle |
| ja   | Datei hochladen | Wohn- und Geschäftshaus HERIS-ID: 45991 Objekt-ID: 47593                                  | Rainharterstraße 8 Standort KG: Gars am Kamp                  | | BDA-Hist.: Q38018487 Status: Bescheid Stand der BDA-Liste: 2025-06-30 Name: Wohn- und Geschäftshaus GstNr.: 200 |
| ja   | Datei hochladen | Wohn- und Geschäftshaus HERIS-ID: 46009 Objekt-ID: 47613                                  | Rainharterstraße 9 Standort KG: Gars am Kamp                  | | BDA-Hist.: Q38018677 Status: Bescheid Stand der BDA-Liste: 2025-06-30 Name: Wohn- und Geschäftshaus GstNr.: 199/1 |
| ja   | Datei hochladen | Bürgerhaus HERIS-ID: 46010 Objekt-ID: 47614                                               | Rainharterstraße 10 Standort KG: Gars am Kamp                 | Das um 1700 entstandene Gebäude hat einen geschwungenen Giebel sowie Fenster mit profilierten Steingewänden, geraden Verdachungen und Sohlbänken. | BDA-Hist.: Q38018685 Status: Bescheid Stand der BDA-Liste: 2025-06-30 Name: Bürgerhaus GstNr.: 198 |
| ja   | Datei hochladen | Bürgerhaus HERIS-ID: 46011 Objekt-ID: 47615                                               | Rainharterstraße 11 Standort KG: Gars am Kamp                 | Die Front des Gebäudes aus dem 16. Jahrhundert springt in der Portalachse zurück. Oberhalb dem Rundbogenportal ruht ein Breiterker auf gewellten Kragsteinen. Die Fassade ist in Formen der zweiten Hälfte des 18. Jahrhunderts gestaltet. | BDA-Hist.: Q38018695 Status: Bescheid Stand der BDA-Liste: 2025-06-30 Name: Bürgerhaus GstNr.: 196/1 |
| ja   | Datei hochladen | Bürgerhaus HERIS-ID: 46012 Objekt-ID: 47616                                               | Rainharterstraße 12 Standort KG: Gars am Kamp                 | Der hohe dreigeschoßige speicherartige Bau mit hakenförmiger Front, ein ehemaliges Brauhaus, stammt aus dem 16. Jahrhundert. Über dem Rundbogenportal befindet sich eine Rundbogennische. | BDA-Hist.: Q38018707 Status: Bescheid Stand der BDA-Liste: 2025-06-30 Name: Bürgerhaus GstNr.: 191/1 Bürgerhaus Rainhartergasse 12, Gars am Kamp |
| ja   | Datei hochladen | Wohnhaus HERIS-ID: 46013 Objekt-ID: 47617                                                 | Rainharterstraße 13 Standort KG: Gars am Kamp                 | Das dreigeschoßige Wohnhaus hat eine rastergegliederte Fassade mit secessionistischem Dekor um 1910. | BDA-Hist.: Q38018717 Status: Bescheid Stand der BDA-Liste: 2025-06-30 Name: Wohnhaus GstNr.: 194 |
| ja   | Datei hochladen | Bürgerhaus HERIS-ID: 33902 Objekt-ID: 31688                                               | Rainharterstraße 14 Standort KG: Gars am Kamp                 | Das zweigeschoßige Gebäude mit einem Breiterker auf geschwungenen Kragsteinen und Segmentbögen wurde in der zweiten Hälfte des 16. Jahrhunderts erbaut. Im Erdgeschoß liegen Räume mit Kreuzgratgewölbe. | BDA-Hist.: Q37954812 Status: Bescheid Stand der BDA-Liste: 2025-06-30 Name: Bürgerhaus GstNr.: 187 |
| ja   | Datei hochladen | Bürgerhaus HERIS-ID: 46014 Objekt-ID: 47618                                               | Rainharterstraße 15 Standort KG: Gars am Kamp                 | | BDA-Hist.: Q38018728 Status: Bescheid Stand der BDA-Liste: 2025-06-30 Name: Bürgerhaus GstNr.: 186/1 |
| ja   | Datei hochladen | Kindergarten HERIS-ID: 46033 Objekt-ID: 47638                                             | Rainharterstraße 16 Standort KG: Gars am Kamp                 | | BDA-Hist.: Q38018934 Status: Bescheid Stand der BDA-Liste: 2025-06-30 Name: Kindergarten GstNr.: 182 |
| ja   | Datei hochladen | Wohn- und Geschäftshaus HERIS-ID: 46015 Objekt-ID: 47619                                  | Rainharterstraße 18 Standort KG: Gars am Kamp                 | | BDA-Hist.: Q38018739 Status: Bescheid Stand der BDA-Liste: 2025-06-30 Name: Wohn- und Geschäftshaus GstNr.: 175 |
| ja   | Datei hochladen | Wohnhaus HERIS-ID: 46016 Objekt-ID: 47620                                                 | Rainharterstraße 19 Standort KG: Gars am Kamp                 | | BDA-Hist.: Q38018760 Status: Bescheid Stand der BDA-Liste: 2025-06-30 Name: Wohnhaus GstNr.: 174 |
| ja   | Datei hochladen | Bauernhof (Anlage) HERIS-ID: 46017 Objekt-ID: 47621                                       | Rainharterstraße 20 Standort KG: Gars am Kamp                 | Die Anlage besteht aus zwei parallelen giebelständigen Wohnteilen (Streckhof und Ausgedinge) aus der zweiten Hälfte des 18. Jahrhunderts zu beiden Seiten eines langgestreckten Hofs. In einem gemauerten Nischenaufsatz auf der mittleren Tormauer steht eine Figur des hl. Florian. An der Wand des südöstlichen Trakts befindet sich eine Inschrifttafel („Gott unt sein Wort pleibt ewig“) aus dem Jahr 1724. | BDA-Hist.: Q38018771 Status: Bescheid Stand der BDA-Liste: 2025-06-30 Name: Bauernhof (Anlage) GstNr.: 169 Bauernhaus Rainharterstraße 20 Gars am Kamp |
| ja   | Datei hochladen | Bauernhof (Anlage) HERIS-ID: 46018 Objekt-ID: 47622                                       | Rainharterstraße 21 Standort KG: Gars am Kamp                 | Der Zwerchhof in der Rainharterstraße 21 hat ein Walmdach und eine segmentbogige Einfahrt. | BDA-Hist.: Q38018781 Status: Bescheid Stand der BDA-Liste: 2025-06-30 Name: Bauernhof (Anlage) GstNr.: 168 |
| ja   | Datei hochladen | Bauernhof (Anlage) HERIS-ID: 46019 Objekt-ID: 47623                                       | Rainharterstraße 22 Standort KG: Gars am Kamp                 | Der Dreiseithof in der Rainharterstraße 22 hat einen geschwungenen Volutengiebel mit Pyramidenaufsatz. An der Fassade ist das mit 1751 bezeichnete Wandbild Maria Taferl zu sehen. | BDA-Hist.: Q38018792 Status: Bescheid Stand der BDA-Liste: 2025-06-30 Name: Bauernhof (Anlage) GstNr.: 163 |
| ja   | Datei hochladen | Bauernhof, ehem. „Steinhof“ HERIS-ID: 46020 Objekt-ID: 47624                              | Rainharterstraße 46 Standort KG: Gars am Kamp                 | Der vierseitige Bauernhof in der Rainharterstraße 46 stammt im Kern aus dem 16. oder 17. Jahrhundert. Die Scheune ist mit 1763 bezeichnet. | BDA-Hist.: Q38018804 Status: Bescheid Stand der BDA-Liste: 2025-06-30 Name: Bauernhof, ehem. "Steinhof" GstNr.: 161 |
| ja   | Datei hochladen | Wohnhaus HERIS-ID: 46021 Objekt-ID: 47625                                                 | Rainharterstraße 100 Standort KG: Gars am Kamp                | | BDA-Hist.: Q38018815 Status: Bescheid Stand der BDA-Liste: 2025-06-30 Name: Wohnhaus GstNr.: 128, 129 |
| ja   | Datei hochladen | Wohnhaus HERIS-ID: 46022 Objekt-ID: 47627                                                 | Rainharterstraße 126 Standort KG: Gars am Kamp                | | BDA-Hist.: Q38018826 Status: Bescheid Stand der BDA-Liste: 2025-06-30 Name: Wohnhaus GstNr.: 162/2 |
| ja   | Datei hochladen | Villa HERIS-ID: 46023 Objekt-ID: 47628                                                    | Rainharterstraße 137 Standort KG: Gars am Kamp                | Die mit einer abgeschrägten und überdachten Erkerachse ausgestattete Villa in der Rainharterstraße 137 wurde um 1900 erbaut. | BDA-Hist.: Q38018834 Status: Bescheid Stand der BDA-Liste: 2025-06-30 Name: Villa GstNr.: 130/2 |
| ja   | Datei hochladen | Ehem. Bürgerspitalkapelle HERIS-ID: 60798 Objekt-ID: 73177                                | bei Schillerstraße 163a Standort KG: Gars am Kamp             | Die Kapelle wurde 1779 nach Abbruch des ehemaligen Bürgerspitals nach Osten versetzt. Der 1688 durch Johann Ehrenreich von Oppel gegründete, sechseckige Bau hat geknickte Eckpilaster, eine hohe Kämpfer- und Gebälkzone, ein flaches Zeltdach, Rundbogenfenster und ein Rechteckportal. Der Innenraum ist durch eine Flachkuppel auf geknickten Pilastern gedeckt. Der Knorpelwerkaltar mit gesprengtem Giebel und einem Gemälde des hl. Antonius stammt aus der Bauzeit. Zur weiteren Ausstattung zählen zwei Leinwandbilder (Madonna und Johannes Nepomuk) aus dem 19. Jahrhundert sowie Holzfiguren der hll. Barbara und Katharina aus dem späten 17. Jahrhundert, die die Kapelle in Verwahrung hat. Anmerkung: siehe Fehlerliste | BDA-Hist.: Q38093114 Status: Bescheid Stand der BDA-Liste: 2025-06-30 Name: Ehem. Bürgerspitalkapelle GstNr.: 583/45 |
| ja   | Datei hochladen | Kindergarten, ehem. Kaiser-Franz-Josef-Krankenhaus HERIS-ID: 49715 Objekt-ID: 53758       | Spitalgasse 124 Standort KG: Gars am Kamp                     | Das Schulhaus, als Kaiser-Franz-Joseph-Krankenhaus 1898 von Ignaz Rainharter gestiftet, ist ein historistischer Bau mit achtseitigem Mittelteil und hohen Rundbogenfenstern. | BDA-Hist.: Q38035658 Status: § 2a Stand der BDA-Liste: 2025-06-30 Name: Kindergarten, ehem. Kaiser-Franz-Josef-Krankenhaus GstNr.: 520/3 Gars Kaiser-Franz-Josef-Krankenhaus |
| ja   | Datei hochladen | Ehem. Redemptoristinnenkloster / ehem. Armenhaus HERIS-ID: 33899 Objekt-ID: 31685         | Wienerstraße 97 Standort KG: Gars am Kamp                     | Der mächtige kubische Bau, ursprünglich der Meierhof der Burg (erste urkundliche Erwähnung 1390), entstand im ersten Viertel des 17. Jahrhunderts und wurde 1853 durch Baumeister Semmelrock zu einer dreiflügeligen Anlage erweitert. Im gleichen Jahr erfolgte die Besiedelung durch die Redemptoristinnen. Das Gebäude ist durch Quadergesimse zwischen den Geschoßen gegliedert, im Erdgeschoß sind profilierte Steingewändefenster mit geraden Verdachungen und geschwungenen Sohlbänken vom Anfang des 17. Jahrhunderts vorhanden. Die Räume im Keller und Erdgeschoß haben Kreuzgratgewölbe. | BDA-Hist.: Q37954772 Status: Bescheid Stand der BDA-Liste: 2025-06-30 Name: Ehem. Redemptoristinnenkloster / ehem. Armenhaus GstNr.: 583/45, 583/49 |
| ja   | Datei hochladen | Pestkapelle HERIS-ID: 60795 Objekt-ID: 73174 marterl.at: 11686                            | gegenüber Wienerstraße 363 Standort KG: Gars am Kamp          | Die Pestkapelle, an der Thomas-Ecker-Straße, ein kubischer Bau mit Satteldach, Pilastergliederung und umlaufendem Kaff- und Kranzgesims, wurde 1680 erbaut. Die Westfront hat eine Segmentbogenöffnung mit einem Spiralgitter. In den seitlichen Pilastern sind Nischen mit Figuren der hll. Sebastian und Rochus zu sehen. Über dem Portal befindet sich eine Nische mit der Figurengruppe Heilige Familie aus dem späten 17. Jahrhundert. Der Innenraum ist tonnengewölbt, mit Stichkappen und profilierten Graten. | BDA-Hist.: Q38093105 Status: § 2a Stand der BDA-Liste: 2025-06-30 Name: Pestkapelle GstNr.: 518/2 Pestkapelle Gars am Kamp |
| ja   | Datei hochladen | Fundzone Zwischen den Wegen / Teichfeld HERIS-ID: 60246 Objekt-ID: 72411                  | Zwischen den Wegen Standort KG: Gars am Kamp                  | In der Flur Teichfeld zwischen Nonndorf und Gars befindet sich eine archäologische Fundzone. Sie erstreckt sich über die Katastralgemeinden Gars am Kamp und Nondorf bei Gars. | BDA-Hist.: Q38091175 Status: Bescheid Stand der BDA-Liste: 2025-06-30 Name: Fundzone Zwischen den Wegen / Teichfeld GstNr.: 461/1, 461/2, 462/1, 465, 470, 471, 472, |
| ja   | Datei hochladen | Bildstock Raaberkreuz HERIS-ID: 60797 Objekt-ID: 73176                                    | Standort KG: Gars am Kamp                                     | Der gemauerte Bildstock mit rechteckigem Fundament ist etwa drei Meter hoch und hat an der Vorderseite oben einen Rundbogennische, die ein modernes Kruzifix beherbergt. An den Schmalseiten sind flache Blendnischen zu sehen. Am Schaft befindet sich eine runde Tonkartusche mit einer Inschrift: „GOTT DEM HERRN SEY LOB UND DANK, DASS RAAB IST WIDER ON DER CHRISTEN HAND. DEN MARTY 1597“. Den oberen Abschluss bildet ein ziegelgemauertes Kreuzdach mit schmucklosen Dreiecksgiebeln an jeder Seite. | BDA-Hist.: Q38093112 Status: § 2a Stand der BDA-Liste: 2025-06-30 Name: Bildstock Raaberkreuz GstNr.: 449/1 |
| ja   | Datei hochladen | Bildstock Raaberkreuz HERIS-ID: 72225 Objekt-ID: 85451                                    | Standort KG: Gars am Kamp                                     | Anmerkung: siehe Fehlerliste | BDA-Hist.: Q38129859 Status: § 2a Stand der BDA-Liste: 2025-06-30 Name: Bildstock Raaberkreuz GstNr.: 450/1 |
| ja   | Datei hochladen | Bründlkapelle HERIS-ID: 49976 Objekt-ID: 54387                                            | in der Hornerstraße Standort KG: Gars am Kamp                 | Die Wallfahrtskirche Maria Bründl, in Kamegg am linken Kampufer gelegen, stammt in ihrer heutigen Form aus der Zeit um 1700. Im Süden befindet sich die ehemalige Bründlkapelle mit polygonalem Schluss. | BDA-Hist.: Q38037310 Status: § 2a Stand der BDA-Liste: 2025-06-30 Name: Bründlkapelle GstNr.: 846 Bründlkapelle Kamegg |
| ja   | Datei hochladen | Burgruine Kamegg HERIS-ID: 59581 Objekt-ID: 70997seit 2014                                | nördlich Kamegg 13 Standort KG: Kamegg                        | Die Burgruine Kamegg ist ab dem frühen 12. Jh. nachweisbar, wurde im 17. Jh. aber als Wohnsitz aufgegeben. | BDA-Hist.: Q38087846 Status: Bescheid Stand der BDA-Liste: 2025-06-30 Name: Burgruine Kamegg GstNr.: 147, 145/1 Burgruine Kamegg |
| ja   | Datei hochladen | Kreisgrabenanlage Taboräcker HERIS-ID: 111405 Objekt-ID: 129238                           | Taboräcker Standort KG: Kamegg                                | In der Flur Taboräcker wurden anhand von Ausgrabungen eine mittelneolithische Kreisgrabenanlage und Teile ihrer zugehörigen Siedlung nachgewiesen. | BDA-Hist.: Q1474216 Status: Bescheid Stand der BDA-Liste: 2025-06-30 Name: Kreisgrabenanlage Taboräcker GstNr.: 283, 292, 293/1, 293/3, 293/5, 295/1, 296/1, 296/2 |
| ja   | Datei hochladen | Bildstock Türkenmarterl HERIS-ID: 60831 Objekt-ID: 73211 marterl.at: 11469                | nordwestlich Kotzendorf 13 Standort KG: Kotzendorf            | Das sogenannte Türkenmarterl am westlichen Ortsausgang ist ein wuchtig gemauerter Pfeiler mit einem Pyramidenaufsatz mit Ecktürmchen, dessen Inschriftstafel in Rollwerkrahmung ausgeführt ist. Das 1597 errichtete Denkmal verfügt über ein eingemauertes Maria-Dreieichen-Relief, darunter eine Fegefeuerszene. | BDA-Hist.: Q38093174 Status: § 2a Stand der BDA-Liste: 2025-06-30 Name: Bildstock Türkenmarterl GstNr.: 700 Türkenmarterl Kotzendorf |
| ja   | Datei hochladen | Ortskapelle Kotzendorf HERIS-ID: 50074 Objekt-ID: 54591                                   | neben Kotzendorf 16 Standort KG: Kotzendorf                   | Die Ortskapelle von Kotzendorf ist ein schlichter, in der südlichen Bauzeile des Ortes gelegener Bau, der nach einem Brand 1846 erneuert wurde. Er hat ein Fassadentürmchen mit Spitzdach und rundbogige, eingezogene Fenster. Der Innenraum ist flachgedeckt. Der in Holz ausgeführte Altar mit Säulen- und Pilasterrahmung verfügt über vergoldete Kapitelle und Putten. Zur Ausstattung zählen Holzfiguren des hl. Borromäus und eines heiligen Mönches aus dem dritten Viertel des 18. Jahrhunderts. | BDA-Hist.: Q38037832 Status: § 2a Stand der BDA-Liste: 2025-06-30 Name: Ortskapelle Kotzendorf GstNr.: 1 |
| ja   | Datei hochladen | Burgruine Loibersdorf HERIS-ID: 58072 Objekt-ID: 68518seit 2017                           | Loibersdorf 2 Standort KG: Loibersdorf                        | Die Burg Loibersdorf wurde bereits 1425 teilweise zerstört, diente später als Meierhof des Stiftes Göttweig und ist gegenwärtig in den Wirtschaftstrakt eines landwirtschaftlichen Betriebes integriert. | BDA-Hist.: Q38080330 Status: Bescheid Stand der BDA-Liste: 2025-06-30 Name: Burgruine Loibersdorf GstNr.: 14 |
| ja   | Datei hochladen | Figurenbildstock Maria Dreieichen HERIS-ID: 60833 Objekt-ID: 73213                        | südlich Loibersdorf 2 Standort KG: Loibersdorf                | Die biedermeierlich-klassizistische Maria-Dreieichen-Pietà aus Zogelsdorfer Sandstein wurde 1820 errichtet. | BDA-Hist.: Q38093185 Status: § 2a Stand der BDA-Liste: 2025-06-30 Name: Figurenbildstock Maria Dreieichen GstNr.: 360 Drei Eichener Pietà (Loibersdorf, Gars am Kamp) |
| ja   | Datei hochladen | Figurenbildstock Urlaubermarterl HERIS-ID: 60836 Objekt-ID: 73216 marterl.at: 11833       | Standort KG: Maiersch                                         | Das Urlaubsmarterl besteht aus einer Figurengruppe Abschied Jesu von Maria aus der zweiten Hälfte des 19. Jahrhunderts, die auf einem Tabernakelpfeiler mit gekehlten Platten und einem Kruzifix-Relief aus der zweiten Hälfte des 17. Jahrhunderts ruht. | BDA-Hist.: Q38093196 Status: § 2a Stand der BDA-Liste: 2025-06-30 Name: Figurenbildstock Urlaubermarterl GstNr.: 598 |
| ja   | Datei hochladen | Kath. Filialkirche hll. Philipp und Jakob HERIS-ID: 50168 Objekt-ID: 54869                | gegenüber Maiersch 25 Standort KG: Maiersch                   | Die Filialkirche hll. Philipp und Jakob ist ein schlichter Bau mit Satteldach, Westturm und einer halbrunden Apsis. Die Kirche wurde 1329 als Benefizium erstmals urkundlich erwähnt. In den Jahren 1835 bis 1855 erfolgte ein gänzlicher Umbau. | BDA-Hist.: Q38038519 Status: § 2a Stand der BDA-Liste: 2025-06-30 Name: Kath. Filialkirche hll. Philipp und Jakob GstNr.: 123 |
| ja   | Datei hochladen | Fundzone Zwischen den Wegen/Teichfeld HERIS-ID: 58366 Objekt-ID: 68998                    | Zwischen den Wegen Standort KG: Nondorf bei Gars              | In der Flur Teichfeld zwischen Nonndorf und Gars befindet sich eine archäologische Fundzone. Sie erstreckt sich über die Katastralgemeinden Gars am Kamp und Nondorf bei Gars. | BDA-Hist.: Q38082766 Status: Bescheid Stand der BDA-Liste: 2025-06-30 Name: Fundzone Zwischen den Wegen/Teichfeld GstNr.: 335, 336, 337, 432, 433, 434, 435, 436, 437, 438, 439, 440, 441, 567, 570, 571, 572, 573, 574, 575, 576, 577 |
| ja   | Datei hochladen | Figurenbildstock hl. Johannes Nepomuk HERIS-ID: 60837 Objekt-ID: 73217 marterl.at: 11702  | gegenüber Nonndorf 9 Standort KG: Nondorf bei Gars            | Am Anger befindet sich eine kniende Nepomukfigur von Mitte des 18. Jahrhunderts mit seitlichen Putten, auf einem mit 1862 bezeichneten Sockel. | BDA-Hist.: Q38093206 Status: § 2a Stand der BDA-Liste: 2025-06-30 Name: Figurenbildstock hl. Johannes Nepomuk GstNr.: 108 Hl. Nepomuk (Nonndorf, Gars am Kamp) |
| ja   | Datei hochladen | Ortskapelle Nonndorf HERIS-ID: 50322 Objekt-ID: 55169 marterl.at: 12557                   | Nonndorf 15 Standort KG: Nondorf bei Gars                     | Die Ortskapelle am Anger ist ein barocker Saalbau mit vorgestelltem Westturm, eingezogener Rundapsis und Rundbogenfenstern. Das nördliche Portalgewände ist mit 1737 bezeichnet. Der Turm trägt an einer aufgedeckten Quadermalerei die Inschrift 1687. Er wurde 1780 erhöht und mit rundbogigen Schallfenstern und einem Pyramidendach ausgestattet. Der Innenraum hat eine Flachdecke mit einem Putzmedaillonspiegel und einen korbbogigen Triumphbogen. Der Säulenaltar des späten 18. Jahrhunderts verfügt über seitliche Ranken und Putti sowie eine Gnadenstuhl-Darstellung im Auszug. Konsolfiguren aus der Zeit um 1700 stellen die hll. Florian und Leopold dar. Im Langhaus gibt es Bildnisse der Maria mit Kind und dem hl. Josef aus dem frühen 18. Jahrhundert und eine Gruppe Maria mit Kind im Strahlenkranz, vermutlich aus dem 19. Jahrhundert. Zur weiteren Ausstattung zählen ein Kruzifix aus dem späten 19. Jahrhundert sowie die zum Teil im 19. Jahrhundert angefertigten Bänke. | BDA-Hist.: Q38039395 Status: § 2a Stand der BDA-Liste: 2025-06-30 Name: Ortskapelle Nonndorf GstNr.: 1 Ortskapelle Nonndorf |
| ja   | Datei hochladen | Figurenbildstock Gnadenstuhl HERIS-ID: 60838 Objekt-ID: 73218 marterl.at: 11325           | Standort KG: Nondorf bei Gars                                 | Die wahrscheinlich um 1800 geschaffene Gnadenstuhl-Gruppe steht nördlich des Ortes auf einem polygonalen, mit Eckknollenköpfen und einer gekehlten Platte ausgestatteten Pfeiler des 17. Jahrhunderts. Anmerkung: siehe Fehlerliste | BDA-Hist.: Q38093219 Status: § 2a Stand der BDA-Liste: 2025-06-30 Name: Figurenbildstock Gnadenstuhl GstNr.: 218 Nonndorf bei Gars Gnadenstuhl |
| ja   | Datei hochladen | Kath. Pfarrkirche hl. Josef HERIS-ID: 50695 Objekt-ID: 55929                              | neben Tautendorf 57 Standort KG: Tautendorf bei Gars          | Die von einer Mauer und einem Friedhof umgebene Pfarrkirche hl. Josef ist ein spätbarocker, kubischer Saalbau aus der Zeit um 1785, mit einem Giebelturm an der Westseite und einem eingezogenen, einjochigen Chor mit dreiseitigem Schluss. Der Fassadenturm über der Attika hat rundbogige Schallfenster, profilierte Uhrengiebel und einen Zwiebelhelm. An der Nordseite steht ein flachgedeckter Sakristeianbau aus der Zeit um 1900. Die Kirche enthält eine bemerkenswerte barocke Fischerkanzel in Form einer Barke. | BDA-Hist.: Q23541898 Status: § 2a Stand der BDA-Liste: 2025-06-30 Name: Kath. Pfarrkirche hl. Josef GstNr.: 1457 Pfarrkirche Tautendorf |
| ja   | Datei hochladen | Pfarrhof HERIS-ID: 50694 Objekt-ID: 55928                                                 | Tautendorf 58 Standort KG: Tautendorf bei Gars                | Der zweigeschoßige und durch ein Schopfwalmdach gedeckte Pfarrhof aus dem späten 18. Jahrhundert hat ein profiliertes Kordongesims, ein steinernes Oberlichtportal mit Steckgitter und Putzschabracken. Die stichkappentonnengewölbte Küche ist durch ein Rundbogenportal mit dem Wirtschaftsteil verbunden. | BDA-Hist.: Q38041657 Status: § 2a Stand der BDA-Liste: 2025-06-30 Name: Pfarrhof GstNr.: 1455 |
| ja   | Datei hochladen | Dreifaltigkeitssäule HERIS-ID: 60868 Objekt-ID: 73250                                     | neben Dreifaltigkeitsplatz 12 Standort KG: Thunau am Kamp     | Die Dreifaltigkeitsgruppe an der Kampbrücke ist mit 1886 bezeichnet. | BDA-Hist.: Q38093391 Status: § 2a Stand der BDA-Liste: 2025-06-30 Name: Dreifaltigkeitssäule GstNr.: 823/1 Dreifaltigkeitssäule Thunau am Kamp |
| ja   | Datei hochladen | Friedhof christlich HERIS-ID: 60840 Objekt-ID: 73220                                      | bei Am Schloßberg 25 Standort KG: Thunau am Kamp              | Die Pfarrkirche ist von einem Friedhof umgeben, der in den 1970er-Jahren nach Westen erweitert wurde. Darin befindet sich ein mehrfach umgebauter Karner, der im Kern wohl aus dem 12./13. Jahrhundert stammt. Dieser dient seit 1876 als Begräbnisstätte der Familie Croy, deren Wappen über dem Eingang zu sehen ist. Die Außenmauern des Karners sind durch Spitzbogenfenster geöffnet. Im unteren Teil befindet sich die Familiengruft, oben die Kapelle. Westlich an der Umfassungsmauer des Friedhofs sind aus dem 17. Jahrhundert stammende, mit profilierten Rechteckfenstern ausgestattete Mauern des vermutlichen früheren Pfarrhofs erhalten. Dieser wurde 1979 teilweise abgebrochen, um Platz für neue Aufbahrungsräume zu schaffen. | BDA-Hist.: Q38093245 Status: § 2a Stand der BDA-Liste: 2025-06-30 Name: Friedhof christlich GstNr.: 2, 4/4 Friedhof Thunau |
| ja   | Datei hochladen | Burgruine Gars am Kamp HERIS-ID: 35163 Objekt-ID: 33796                                   | Am Schloßberg 25 Standort KG: Thunau am Kamp                  | Die Burg Gars stammt im Kern aus dem 11. Jahrhundert. An der höchsten Stelle der ausgedehnten, weithin sichtbaren Anlage liegt die von einer Ringmauer umgebene Hochburg, auf der zweiten plateauförmigen Terrasse der südliche Torturm mit der Burgkapelle und dem westlich anschließenden Saalbau des 16. Jahrhunderts sowie den umschließenden Befestigungen des 13. Jahrhunderts, den späteren Einbauten und dem nördlichen Trakt des Renaissance-Schlosses. Auf der dritten Geländestufe liegt die im Bereich der Vorburg liegende Pfarrkirche. Der Komplex befand sich bereits in der zweiten Hälfte des 18. Jahrhunderts im beginnenden Verfall. Seit 1973 werden Renovierungs- und Stützungsarbeiten durchgeführt. | BDA-Hist.: Q37961908 Status: Bescheid Stand der BDA-Liste: 2025-06-30 Name: Burgruine Gars am Kamp GstNr.: 3 Burgruine Gars am Kamp |
| ja   | Datei hochladen | Aufnahmsgebäude Gars-Thunau HERIS-ID: 50715 Objekt-ID: 55957                              | Bahnhofstraße 98 Standort KG: Thunau am Kamp                  | Das Aufnahmsgebäude des Bahnhofs Gars-Thunau wurde 1889 errichtet. Über einen 1911 erbauten Bahnhofsteig über den Kamp ist es mit der Stadt verbunden. | BDA-Hist.: Q106814164 Status: Bescheid Stand der BDA-Liste: 2025-06-30 Name: Aufnahmsgebäude Gars-Thunau GstNr.: 862 Aufnahmsgebäude Bahnhof Gars-Thunau |
| ja   | Datei hochladen | Befestigte Höhensiedlung Schanze HERIS-ID: 112246 Objekt-ID: 130319                       | Schanze und Holzwiese Standort KG: Thunau am Kamp             | In der jüngeren und späten Urnenfelderzeit (um 1050–800 v. Chr.) bestand auf dem Höhenrücken oberhalb von Thunau (auf der Holzwiese) eine große dörfliche Anlage; der Wall dieser Siedlung ist teilweise noch erhalten. Um 800 n. Chr. errichteten Slawen auf der Holzwiese und der angrenzenden Schanze eine stadtähnliche Siedlung, die von einem Burgwall umgeben war. Ausgrabungen förderten Reste einer Kirche sowie Fürstengräber aus jener Zeit zutage. | BDA-Hist.: Q37829958 Status: § 57-Mandatsbescheid Stand der BDA-Liste: 2025-06-30 Name: Befestigte Höhensiedlung Schanze GstNr.: 675, 676, 677, 678, 679, 680, 681/1, 681/2, 682, 683/1, 683/2, 683/3, 684/1, 684/2, 686, 687, 688, 689/1, 689/2, 690, 691, 692, 693/1, 693/2, 694, 695, 696, 697, 698, 699, 700, 701, 703, 707/1, 707/2, 846 Befestigte Höhensiedlung Thunau am Kamp |
| ja   | Datei hochladen | Badeanlage Freibad Thunau HERIS-ID: 50716 Objekt-ID: 55958                                | Strandgasse 180 Standort KG: Thunau am Kamp                   | Das 1928 angelegte Kampbad verfügt über hölzerne Kabinenbauten, einen kleinteilig versprossten Pavillon mit einer vorgelegten Ständerlaube und ein sechseckiges Uhrtürmchen. | BDA-Hist.: Q38041792 Status: § 2a Stand der BDA-Liste: 2025-06-30 Name: Badeanlage Freibad Thunau GstNr.: 165/1, 165/3, 193/1 Kampbad Thunau |
| ja   | Datei hochladen | Ehem. Terrassenhotel HERIS-ID: 60848seit 2024                                             | Taborgasse 8 Standort KG: Thunau am Kamp                      | Das Hotel wurde 1897/98 erbaut und war essentiell für die Entwicklung Gars’ zum Sommerfrischeort. Die namensgebende Terrasse wurde Mitte der 1920er-Jahre angebaut. | BDA-Hist.: Q111087243 Status: Bescheid Stand der BDA-Liste: 2025-06-30 Name: Ehem. Terrassenhotel GstNr.: 208 Hotel und Terrassen-Café Blauensteiner |
| ja   | Datei hochladen | Kalvarienberg / Kreuzweg HERIS-ID: 60841 Objekt-ID: 73221                                 | Am Schloßberg 25 (Ruine), südlich Standort KG: Thunau am Kamp | Der Kalvarienberg, entlang der vom Ort zur Kirche führenden, in einem Bogen verlaufenden Friedhofsstiege 1686 angelegt, verfügt über sechs Nischenkapellen und eine bekrönende Kreuzigungskapelle. Die auf Holz gemalten Passionsszenen der gemauerten kleineren Kapellen (Ölberg, Gefangennahme, Geißelung, Dornenkrönung, Jesus und die weinende Frau, Kreuztragung) wurden 1840 zum Teil übermalt und in den 1970er-Jahren restauriert. Beim Kirchhoftor steht die höhere, pilastergerahmte Nischenkapelle mit Dreieckgiebel, darin eine hölzerne, überlebensgroße Kreuzigungsgruppe von Mathias Sturmberger. In Verlängerung des Kalvarienberges führt ein alter Weg zur südöstlichen Bastion der Burg. | BDA-Hist.: Q38093254 Status: § 2a Stand der BDA-Liste: 2025-06-30 Name: Kalvarienberg / Kreuzweg GstNr.: 4/4 Stations of Cross, Thunau am Kamp |
| ja   | Datei hochladen | Figurenbildstock hl. Johannes Nepomuk HERIS-ID: 60849 Objekt-ID: 73229                    | Standort KG: Thunau am Kamp                                   | Am Aufgang zur Gertrudkirche steht seitlich des Kriegerdenkmals auf einem runden, profilierten Sockel eine Statue des hl. Johannes Nepomuk aus dem zweiten Viertel des 18. Jahrhunderts. Anmerkung: siehe Fehlerliste | BDA-Hist.: Q38093287 Status: § 2a Stand der BDA-Liste: 2025-06-30 Name: Figurenbildstock hl. Johannes Nepomuk GstNr.: 4/1 Johannes Nepomuk, Thunau am Kamp |
| ja   | Datei hochladen | Figurenbildstock hl. Felix HERIS-ID: 60850 Objekt-ID: 73230                               | Am Schloßberg 25 (Ruine) Standort KG: Thunau am Kamp          | Am Aufgang zur Gertrudkirche steht seitlich des Kriegerdenkmals eine Statue des hl. Felix von Cantalice aus dem zweiten Viertel des 18. Jahrhunderts. Am Postament ist das Wappen der Familie Rumel zu sehen. | BDA-Hist.: Q38093297 Status: § 2a Stand der BDA-Liste: 2025-06-30 Name: Figurenbildstock hl. Felix GstNr.: 4/2 Thunau Hl Felix |
| ja   | Datei hochladen | Figurenbildstock hl. Florian HERIS-ID: 60866 Objekt-ID: 73248                             | Am Schloßberg 25 Standort KG: Thunau am Kamp                  | Die Figur des hl. Florian stammt aus der Zeit um 1725. Auf dem geschwungenen Sockel ist das Wappen der Rumel von Waldau zu sehen. | BDA-Hist.: Q38093356 Status: § 2a Stand der BDA-Liste: 2025-06-30 Name: Figurenbildstock hl. Florian GstNr.: 4/1 Statue of Saint Florian in Thunau am Kamp |
| ja   | Datei hochladen | Bildstock HERIS-ID: 60872 Objekt-ID: 73254                                                | Standort KG: Thunau am Kamp                                   | Der ca. 4,2 Meter hohe klassizistische Nischenbildstock aus Ziegelmauerwerk, errichtet 1835, geht auf ein Gelübde des Gastwirts Obenaus nach einem Pferdeschlittenunfall zurück und wird lokal auch als „Obenaus-Marter“ bezeichnet. Er ruht auf einem rechteckigen Fundament. Die gefaschte Rundbogennische mit aufgeputztem Schlussstein wird durch ein geschmiedetes Gitter mit Lanzenspitzen geschützt. In der Nische befinden sich ein polychromes Herz-Marien-Bild und eine Marienstatue vom Typus Lourdes. Flankiert wird die Nische von kannelierten Pilastern mit Kapitellen und klassizistischem Dekor. Über dem Gurtsims folgt ein reich gestaltetes Kranzgesims mit Zahnschnitt- und Eierstabfries sowie ein Dreiecksgiebel mit Lorbeerrelief. Die Rückseite des Bildstocks ist formal gleich ausgeführt, jedoch ohne Nische. Das Bauwerk wird von einem ziegelgedeckten Satteldach und einem eisernen Doppelkreuz bekrönt.                                                                 | BDA-Hist.: Q38093425 Status: § 2a Stand der BDA-Liste: 2025-06-30 Name: Bildstock GstNr.: 837/1 Obenaus-Marterl |
| ja   | Datei hochladen | Kath. Pfarrkirche hl. Gertrud HERIS-ID: 35164 Objekt-ID: 33797                            | südlich Am Schloßberg 25 Standort KG: Thunau am Kamp          | Die Pfarrkirche hl. Gertrud, mit mächtigen Stützmauern auf einer Terrasse am südlichen Abhang des Burgberges im Bereich des südlichen Vorwerks erhöht über dem Ort gelegen, ist ein oftmals umgestalteter, im Kern romanischer, ehemals basilikaler, dreischiffiger Bau mit älterem Westturm, gotischem Dreiapsidenschluss und einer im Süden angebauten, spätgotischen Kapelle. | BDA-Hist.: Q37961924 Status: § 2a Stand der BDA-Liste: 2025-06-30 Name: Kath. Pfarrkirche hl. Gertrud GstNr.: 1 Pfarrkirche Thunau am Kamp |
| ja   | Datei hochladen | Burgruine Thunau, Schimmelsprung HERIS-ID: 58869 Objekt-ID: 69737                         | Standort KG: Thunau am Kamp                                   | Die erste urkundliche Erwähnung der Burg stammt aus dem Jahr 1196 als Sitz des Ministerialgeschlechtes von Thunau (Thumbenove). Sie wurde im Süden des Ortes auf einem nach drei Seiten zum Kamp senkrecht abfallenden Felsen errichtet. Der Zugang erfolgte vom Westen und war durch drei Abschnittsgräben befestigt. Der Bergfried war in der Westecke eingestellt. Mit Ende des 14. Jahrhunderts trat der Verfall ein. Zum Kamp hin steht noch ein sehr großer Mauerteil mit Schießscharten. Außerdem sind noch Mauerteile mit Durchgängen zu sehen und vom Bergfried ist das tonnengewölbte Untergeschoß zum Teil erhalten. | BDA-Hist.: Q2175426 Status: Bescheid Stand der BDA-Liste: 2025-06-30 Name: Burgruine Thunau, Schimmelsprung GstNr.: 706 Burgruine Schimmelsprung |
| ja   | Datei hochladen | Ortskapelle Wanzenau HERIS-ID: 50789 Objekt-ID: 56143                                     | vor Wanzenau 21 Standort KG: Wanzenau                         | Die nach Süden ausgerichtete, um 1800 errichtete Ortskapelle von Wanzenau hat eine eingezogene Halbkreisapsis, Rundbogenfenster und einen Giebelreiter mit Pyramidenhelm. Der Ädikulaaltar verfügt über korinthische Säulen und ein Altarbild der Madonna über dem Fegefeuer aus der Mitte des 18. Jahrhunderts. Im geschwungenen Auszug ist ein Gnadenstuhl-Bildnis zu sehen. Seitlich stehen Holzfiguren der hll. Sebastian und Rochus aus der Zeit um 1800 auf dekorierten Konsolen. Ein Werk des 19. Jahrhunderts ist das Relief Flucht nach Ägypten. Zur weiteren Ausstattung zählen bemalte Prozessionsfahnen aus der zweiten Hälfte des 19. Jahrhunderts. | BDA-Hist.: Q38042178 Status: § 2a Stand der BDA-Liste: 2025-06-30 Name: Ortskapelle Wanzenau GstNr.: 15 Kapelle Wanzenau |
| ja   | Datei hochladen | Ortskapelle Wolfshof HERIS-ID: 50881 Objekt-ID: 56342                                     | neben Wolfshof 24 Standort KG: Wolfshof                       | Die 1792 erbaute und nach einem Brand 1890 renovierte Ortskapelle ist ein schlichter Bau mit halbrunder eingezogener Apsis und einem westlichen Dachreiter mit Pyramidendach. An der Westfassade befindet sich eine Rundbogennische mit einer Figur des hl. Florian aus dem späten 19. Jahrhundert. Der Innenraum zeigt ein Tonnengewölbe mit Stichkappen und eine Apsiskalotte. Der Retabelaltar aus der Mitte des 19. Jahrhunderts verfügt über eine Konsolfigur des hl. Johannes Nepomuk aus der Zeit um 1800, eine Figur der Maria im Strahlenkranz aus der Zeit um 1800, ein Leinwandbild Mater Dolorosa aus dem späten 18. Jahrhundert, ein Kruzifix aus dem späten 19. Jahrhundert und Bänke aus dem frühen 19. Jahrhundert. | BDA-Hist.: Q38042535 Status: § 2a Stand der BDA-Liste: 2025-06-30 Name: Ortskapelle Wolfshof GstNr.: 46 |
| ja   | Datei hochladen | Figurenbildstock Maria Immaculata HERIS-ID: 60907 Objekt-ID: 73292                        | Standort KG: Wolfshof                                         | Die Figur der Maria Immaculata / Madonna mit Kind steht auf einem Volutensockel und stammt aus dem 3. Viertel des 18. Jahrhunderts. | BDA-Hist.: Q38093583 Status: § 2a Stand der BDA-Liste: 2025-06-30 Name: Figurenbildstock Maria Immaculata GstNr.: 107/1 Marienstatue (Wolfshof, Gemeinde Gars am Kamp) |